# スタスキー&ハッチ
『スタスキー&ハッチ』（Starsky and Hutch）は、2004年公開のアメリカ映画。TVドラマ『刑事スタスキー&ハッチ』のリメイク映画化作品。
ベン・スティラー主演となって、コメディ度がドラマ版よりアップ。ファッションも1970年代風に統一し、また赤いフォード・グラン・トリノも登場。ラストではドラマ版の主役俳優2人（ポール・マイケル・グレイザー、デヴィッド・ソウル）がカメオ出演している。
日本ではビデオスルーとなった。

## あらすじ
1975年、カリフォルニア州の危険なベイ・シティ・エリア、優秀な秘密捜査官だが、仕事に熱心な余り融通の利かないデヴィッド・スタスキー。一方、こちらも優秀でありながら要領よくいいかげんに事を運ぶケン・ハッチンソン、通称ハッチ。そんな対照的な２人はある日、無理矢理コンビを組まされることに。そして、謎に満ちた水死事件の解明にあたるスタスキーとハッチ。やがてその捜査線上に、ある富豪のビジネスマンが浮上するのだが…。

## 主なキャスト
| 役名                 | 俳優                     | 日本語吹替 |
| -------------------- | ------------------------ | ---------- |
| デビッド・スタスキー | ベン・スティラー         | 堀内賢雄   |
| ケン・ハッチンソン   | オーウェン・ウィルソン   | 平田広明   |
| リース・フェルドマン | ヴィンス・ヴォーン       | 石塚運昇   |
| キティ               | ジュリエット・ルイス     | 安藤麻吹   |
| ドビー主任           | フレッド・ウィリアムソン | 池田勝     |
| ケビン               | ジェイソン・ベイトマン   | 大川透     |
| マネッティ           | クリス・ペン             | 後藤哲夫   |
| スティシー           | カルメン・エレクトラ     | 渡辺美佐   |
| ホリー               | エイミー・スマート       | 藤貴子     |
| ハギー・ベア         | スヌープ・ドッグ         | 森田順平   |
| レオン               | ジェルナード・バークス   | 天田益男   |
| ラミル               | オマー・ドーシー         | 中田和宏   |
| ポーター             | テリー・クルーズ         |            |

## 主なスタッフ
- 製作総指揮：ベン・スティラー、ギルバート・アドラー
- 製作：ウィリアム・ブリン、スチュアート・コーンフェルド、アキヴァ・ゴールズマン、トニー・ルドウィグ、アラン・リッシュ
- 監督：トッド・フィリップス
- 脚本：ジョン・オブライエン、トッド・フィリップス、スコット・アームストロング

## 参照
1. 1 2  “Starsky and Hutch (2004)” (英語).  Box Office Mojo. 2010年7月8日閲覧。